# Большой пожар в Киото

## Большой пожар в Киото
Большой пожар в Киото (яп. 天明の大火, てんめいのたいか) — пожар в бывшей столице Японии, Киото, произошедший 7 марта 1788 года (30 числа 1 месяца 8 года Тэммэй по японскому календарю). Это был самый крупный пожар в истории города. Возгорание началось в квартале Миягава на восточном берегу реки Камо и быстро распространилось на юг к 5-й улице, затем перекинулось на западный берег реки. Из-за сильного ветра огонь охватил почти весь Киото и продолжался три дня, уничтожив 1424 квартала, 36 797 зданий, 201 буддийский монастырь и 37 синтоистских святилищ. В результате пожара пострадали 65 340 семей, выгорело 80 % площади города. Были повреждены Императорский дворец и сёгунская резиденция в замке Нидзё. Это событие также известно как «Большой пожар Тэммэй» или «Большой пожар 1788 года».

## Исторический контекст
В XVIII веке Киото был одним из крупнейших городов Японии с населением около 400 тысяч человек. Город оставался культурным и политическим центром страны, несмотря на перенос столицы в Эдо (современный Токио). Плотная деревянная застройка и узкие улицы делали Киото особенно уязвимым к пожарам.

## Причины пожара
Пожар начался в частном доме в квартале Миягава. Точная причина возгорания неизвестна; однако сильный ветер и плотная деревянная застройка способствовали быстрому распространению огня.

## Последствия
Пожар нанёс серьёзный ущерб экономике и инфраструктуре Киото. Восстановление города заняло более трёх лет. Многие жители столкнулись с голодом и болезнями из-за ухудшения санитарных условий.